# كليفورد سكوت (موسيقي)
كليفورد سكوت (بالإنجليزية: Clifford Scott)‏ هو موسيقي أمريكي، ولد في 21 يونيو 1928 في سان أنطونيو في الولايات المتحدة، وتوفي في 19 أبريل 1993.

## وصلات خارجية
- كليفورد سكوت على موقع ميوزك برينز (الإنجليزية)
- كليفورد سكوت على موقع أول ميوزيك (الإنجليزية)
- كليفورد سكوت على موقع ديسكوغز (الإنجليزية)